# Pope Glacier
Pope Glacier är en glaciär i Västantarktis. Inget land gör anspråk på området. 
Terrängen runt Pope Glacier är huvudsakligen platt, men åt sydost är den kuperad. Pope Glacier ligger nere i en dal.